# レディースタイム あなたのリクエスト
レディースタイム あなたのリクエストは、1970年9月28日から1981年4月3日までSTVラジオ（当時は札幌テレビ放送ラジオ局）で放送されていた、ラジオのリクエスト番組・音楽番組。

## 概要
1970年9月当時「“ニューホームラジオ時代”に入った」として対象リスナー層の多極化に重点を置き、編成面で有効適切に図るという方針の元にスタートし、主婦を主たるリスナー層に設定した番組。寄せられたリクエストの中から選曲した音楽の合間に、主婦の日常感覚に徹した生活情報・家庭情報などを平易な語り口で送っていた。
最初は月曜日から土曜日までの放送。1975年4月から土曜日分は『土曜特集』として放送されていた。パーソナリティは当時のSTVアナウンサー3人が2日ずつ交代で担当。1980年4月改編で土曜特集が終了した後はパーソナリティ2人体制（月 - 水、木 - 金）となる。
1981年4月改編で、リクエスト番組の形式と平日午前9時台放送枠を受け継いでリニューアルされ『9時です リクエストプラザ』がスタート。同番組は現在も『リクエストプラザ』として放送中であり、本番組放送開始以来平日午前9時台はリクエスト音楽番組が続いている。

## 放送時間
全て放送時間は日本標準時（JST））表示。
- 月曜日 - 土曜日 9:00 - 9:45（1970年9月28日 - 1975年3月、1978年4月 - 1980年3月）
- 月曜日 - 土曜日 9:00 - 9:55（1975年4月 - 1978年3月）
- 月曜日 - 金曜日 9:00 - 9:55（1980年4月 - 1981年4月3日）
  - 土曜午前9時台にて『USA LOVE MIRAGE アメリカ音楽地図』の放送開始により『土曜特集』終了

## パーソナリティ
| 期間      | 期間     | パーソナリティ | パーソナリティ | パーソナリティ | パーソナリティ | パーソナリティ |
| 期間      | 期間     | 月曜・火曜     | 水曜           | 木曜           | 金曜           | 土曜           |
| --------- | -------- | -------------- | -------------- | -------------- | -------------- | -------------- |
| 1970.9.28 | 1973.9   | 飯山五玖子     | 山口成子       | 山口成子       | 忠海蓉子       | 忠海蓉子       |
| 1973.10   | 1975.3   | 松田久美子     | 山口成子       | 山口成子       | 忠海蓉子       | 忠海蓉子       |
| 1975.4    | 1977.9   | 稲垣美知子     | 忠海蓉子       | 忠海蓉子       | 川俣倫子       | 川俣倫子       |
| 1977.10   | 1980.3   | 角幡郁子       | 林美香子       | 林美香子       | 只野ひろみ     | 只野ひろみ     |
| 1980.4    | 1981.4.3 | 角幡郁子       | 角幡郁子       | 林美香子       | 林美香子       | 放送なし       |